# Chéran (Oudon)
Der Chéran ist ein Fluss in Frankreich, der in der Region Pays de la Loire verläuft. Er entspringt an der Gemeindegrenze von La Rouaudière und Saint-Aignan-sur-Roë, entwässert generell Richtung Südwest bis West und mündet nach rund 30 Kilometern im Gemeindegebiet von Châtelais als rechter Nebenfluss in den Oudon. Auf seinem Weg durchquert der Chéran die Départements Mayenne und  Maine-et-Loire.

## Orte am Fluss
(Reihenfolge in Fließrichtung)
- Saint-Aignan-sur-Roë
- Congrier
- Renazé
- La Boissière